# Hans-Jürgen Riediger
Hans-Jürgen Riediger est un footballeur est-allemand, né le 20 décembre 1955 à Finsterwalde.

## Biographie

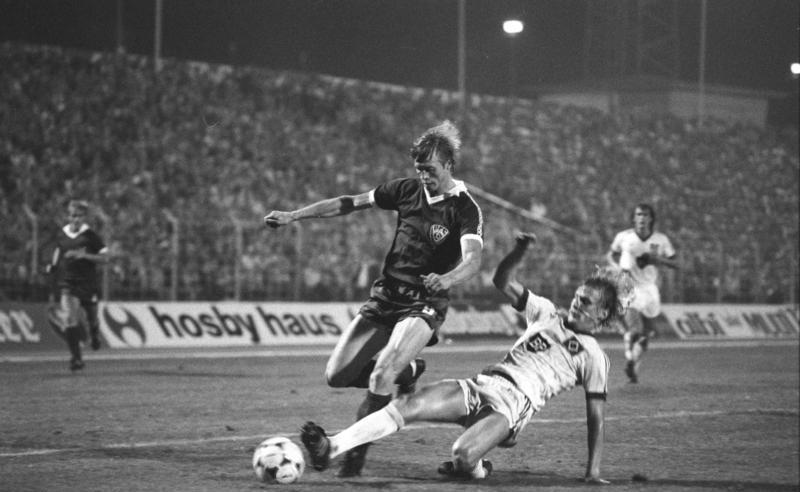
BFC Dynamo-Hamburger SV 1:1 en 1982.

Pouvant jouer comme milieu de terrain ou en attaque, Hans-Jürgen Riediger fut international est-allemand à 41 reprises (1975-1982) pour 6 buts.
Sa première sélection fut honorée à Berlin, le 26 mars 1975 contre la Bulgarie (0-0). Sa dernière sélection fut à Glasgow, le 13 octobre 1982, contre l'Écosse, se soldant par une défaite (0-2).
Il participa aux JO 1976. Sur les matchs de la RDA, il fut titulaire deux fois (Brésil et Pologne) et une fois remplaçant (France). Il inscrit un but dans ce tournoi. Rentré à la place de Wolfram Löwe à la 76e minute contre la France, il inscrit le but à la 77e, soit une minute après être rentré. Il est récompensé de la médaille d'or.
Il joua dans un club club : le BFC Dynamo Berlin. Il remporta le championnat de RDA à 6 reprises (de 1978 à 1983).

## Club
- 1970-1983 :  BFC Dynamo Berlin

## Palmarès
- Jeux olympiques

- - Médaille d'or en 1976
- Championnat de RDA de football
  - Champion en 1978, en 1979, en 1980, en 1981, en 1982 et en 1983
  - Vice-champion en 1972
- Coupe d'Allemagne de l'Est de football
  - Finaliste en 1971, en 1979 et en 1982